# Paars
Paars je francouzská obec v departementu Aisne v regionu Hauts-de-France. V roce 2011 zde žilo 294 obyvatel.

## Sousední obce
Bazoches-sur-Vesles, Courcelles-sur-Vesle, Dhuizel, Mont-Notre-Dame, Quincy-sous-le-Mont, Vauxcéré, Vauxtin

## Vývoj počtu obyvatel
Počet obyvatel 